# Közönséges teju
A közönséges teju vagy arany teju (Tupinambis nigropunctatus) a hüllők (Reptalia) osztályába, a pikkelyes hüllők (Squamata) rendjébe és a tejufélék (Teiidae) családjába tartozó nagy méretű gyíkfaj.

## Élőhelye
A közönséges teju Dél-Amerika északi részén, az esőerdőktől a szavannákig mindenhol őshonos, de Panama trópusi erdeiben is élnek arany tejuk. Természetes élőhelyén, a fakérgek alatt pihen és rejtőzik el az ellenségei elől.

## Megjelenése
Ennek a gyíkfajnak a hossza 60-100 cm között van, de elérheti a 120 centiméteres hosszúságot is. A gyík tömege 3-tól 4 kg-ig terjedhet. Zömök teste, erőteljes végtagjai és vastag farka van. Sok fekete és arany vagy sárga színű csík található a pikkelyekkel fedett testükön. A közönséges tejuk hasán sorba helyezkedő pikkelyek egyszínűek vagy foltosak.

## Életmódja
Ezek a hüllők gerinctelenekkel (csigákkal), rovarokkal, kis emlősökkel, más gyíkokkal vagy kígyókkal, és madarakkal táplálkoznak. Gyakran ássa fel a talajt férgek után kutatva, de gyakran madarak, teknősök, kajmánok tojásait elfogyasztja. Néha még a gyümölcsöket és a mézet is megeszi. Az arany teju nappali életmódot folytat, ezért általában a reggeli órákban táplálkozik.

## Szaporodása
A közönséges teju a tojásait termeszvárak belsejébe rakja le, a fészekalj többnyire 5-30 tojásból áll. A Tupinambis nigropunctatus tojásokból az embriók körülbelül 150 nap alatt kelnek ki.

## Források

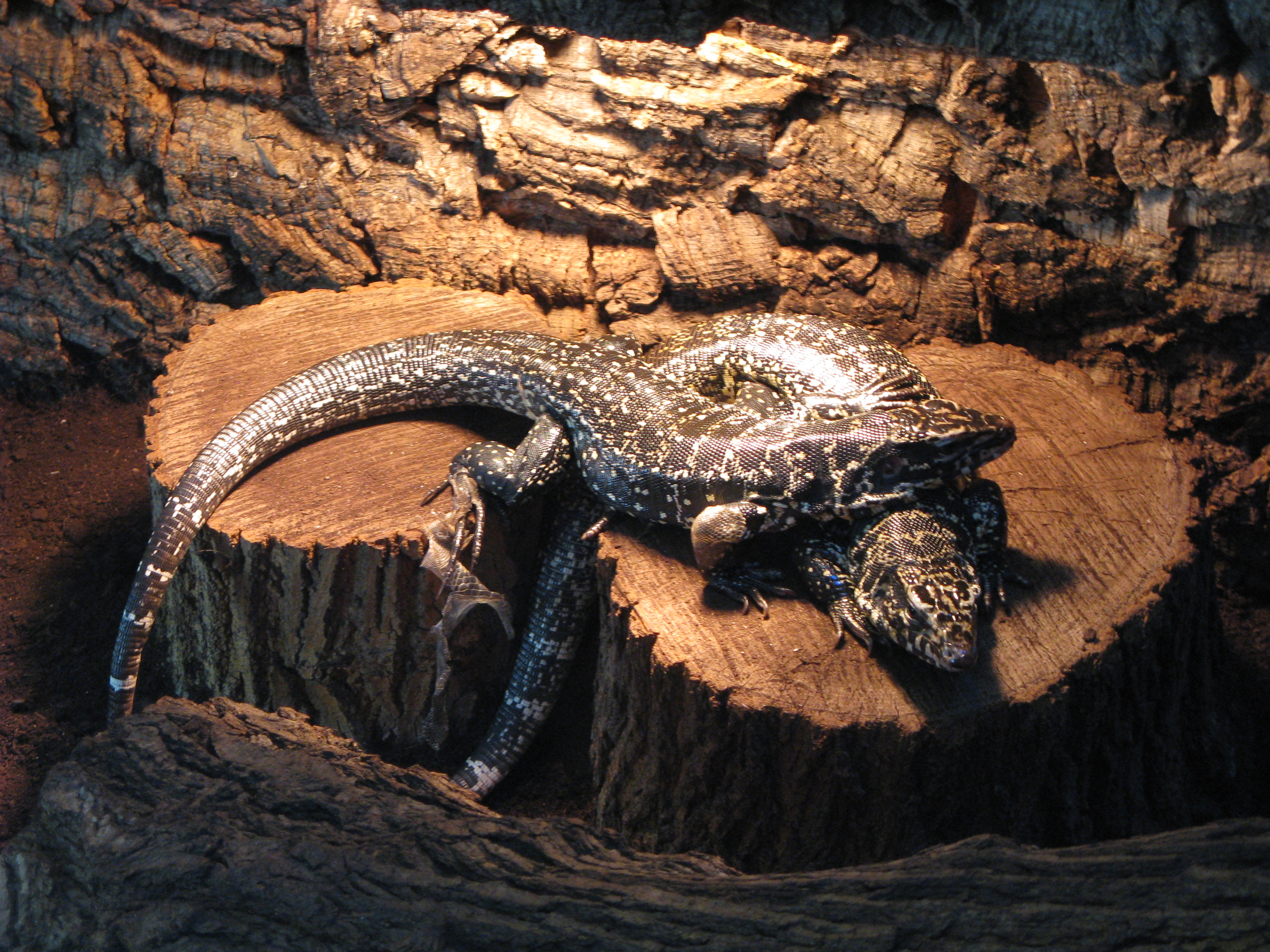
Két kifejlett példány egy terráriumban.